# Adeloneivaia pelias
Adeloneivaia pelias är en fjärilsart som beskrevs av Rothschild 1907. Adeloneivaia pelias ingår i släktet Adeloneivaia och familjen påfågelsspinnare. Inga underarter finns listade i Catalogue of Life.